# Сефардска синагога у Земуну
Сефардска синагога  била је једна од земунских синагога, која је направљена 1871. године, оштећена у бомбардовању Београда 1944. године, а након тога срушена, 1947. године.

## Изглед синагоге
Сефардска синагога у Земуну била је једнобродна грађевина са полукружним апсидом, симетрично конципираном главном фасадом, наглашеног средишњег ризалита са симетрично постављеним округлим и лучно засведеним прозорима, украшена доминантним фризом са акротеријама у виду куглица, а обликована је у духу романтизма.
На основу сачуваних фотографија синагоге, закључује се да је градитељ Маркс тражио узоре у познатим грађевинама европских метропола, док је новац за изградњу потекао из Беча.
Ова синагога је била карактеристична по једноставној и складној архитектонској форми. Представљала је материјално сведочанство постојања Јевреја у доњем Срему и Земуну, који су имали утицај на привредни и урбани развој.

## Историја
Синагога је подигнута 1871. године према плановима Јосефа Маркса, који је био отац земунског градитеља Јосифа Маркса. Сефардска синагога била је други сакрални објекат јеврејске заједнице у Земуну, а главни донатор била је банкарска бечка кућа „Мато Русо и синови”, чији је представник био Самуел Русо. Свечана церемонија поводом отварања синагоге одржана је 23. марта 1871. године, а на њој је говорио рабин Леви Алкалај, док су присутни били барон Криж, генерал земунски, градски комунитетски начелник мајор Бах који је поставио темеље храма.
Живко В. Васиљевић, син Васе Васиљевића одржао је говор „о љубави и слози”. Након постављања камена темељца положена је и повеља у којој се наводи : „од виших земаљских власти одобреним плановима од овдашњег градитеља господина Јозефа Маркса Божјом помоћу изграђен”.
Током Другог светског рата оштећена је током савезничког Бомбардовања Београда и Земуна, 17. априла 1944. године. Комисија комуналног одсека Народног одбора Земуна је 1. октобра 1947. године саставила записник о увиђају по предмету рушења храма Јеврејске вероисповедне општине у Земуну, према захтеву исте општине.
Приликом прегледа на лицу места након бомбардовања, утврђено је да је зграда синагоге зидана од тврдог материјала, била је покривена бибер црепом, кровна конструкција је попустила, а 2/3 кровног покривача нема, а да је чак и она 1/3 пропала, као и да су таваница и галерија у храму такође попустиле. Синагога није имала патос, а прозори су били оштећени и без стакла, док је фасада била око 5% ољуштена. Након прегледа, Комисија је предложила да се зграда сруши, терен рашчисти и огради, а да се грађевински материјал употреби за оправку зграде Јеврејске вероисповедне општине, а преостали део грађевинског материјала остави грађевинском предузећу Градског народног одбора Земун. У записнику је такође наведено да је председник Просветног одсека истакао да зграда нема уметничку и историјску вредност, као и да се иста треба срушити.
Синагога се налазила на углу улица Дубровачке и Приморске. Са рушењем остатка синагоге почело се 10. октобра 1947. године. Током шездесетих година 20. века на месту где се налазила синагога и у њеној околини направљене су стамбене зграде.